# Fútbol Draft

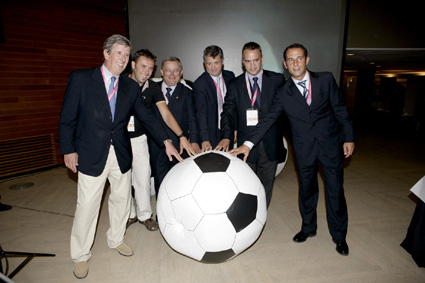
Pedro Tomás (Presidente de honor), Denis Itxaso, Miguel Etxarri (miembro del organigrama técnico de la Real Sociedad), Ángel María Villar, José Luis Astiazarán y Javier Lasagabaster (Director de Fútbol Draft) en la inauguración de Fútbol Draft'06 en el Kursaal de San Sebastián.

Fútbol Draft es una entidad dedicada al apoyo y promoción de la cantera del fútbol español, tanto masculino como femenino. Con ella colaboran de forma oficial numerosos organismos del fútbol español, entre los que se encuentran el Consejo Superior de Deportes, la Real Federación Española de Fútbol, la Liga de Fútbol Profesional, la Asociación de Futbolistas Españoles y la Asociación Española de Agentes de Futbolistas.
Fútbol Draft también es un foro donde se reúnen expertos del mundo del fútbol, para intercambiar impresiones, compartir problemas y buscar soluciones en lo que se refiere al fútbol de cantera en España.

## Premios Fútbol Draft
Fútbol Draft otorga anualmente unos premios a los mejores futbolistas canteranos. Un comité técnico selecciona 99 candidatos y 55 candidatas a principio de año, y, durante el transcurso de la temporada, el comité se reúne periódicamente para evaluar las capacidades, la progresión y el rendimiento mostrado por los elegidos, y van descartando jugadores/as hasta que finalmente quedan 33 elegidos, en el caso del fútbol masculino, y 11 en el caso del femenino. A continuación se elaboran tres alineaciones con los 11 mejores jugadores, y así se forma el Once de Oro, de Plata y de Bronce, en el caso de los chicos, y el de Oro en el de las chicas.